# Sternbild im Wappen
Ein Sternbild im Wappen als gemeine Figur ist in der Heraldik nicht sehr verbreitet, eher in der Flaggenkunde. 
Zur Auswahl von den modernen 88 klassifizierten Sternbildern werden nur wenige im Wappen und in der Flagge aufgenommen. Gebräuchlich sind der „Große Wagen“ und das „Kreuz des Südens“, sie sind als besonders geeignet anzusehen. Dargestellt werden für das Kreuz des Südens in Blau oder Schwarz vier große goldene Sterne und ein kleinerer. Ebenso sind sieben Sterne für den Großen Wagen bzw. Großen Bären im Wappen beliebt. Die Zahl sieben als besondere mystische Zahl hat dazu beigetragen. Die Lage bestimmt das Sternbild: Nördlich auf der Erde Großer Bär, südlich Kreuz des Südens. Wenn ein Sternbild im Wappen genommen wird, ist es auch oft in der entsprechenden Flagge wiederzufinden. Die sieben Sterne sollen im Wappen von Berlin-Köpenick das Siebengestirn (Plejaden) darstellen. Sieben Sterne gelten aber auch als Zeichen für das Sternbild Orion.

## Beispiele

Pudasjärvi mit Großem Wagen
Flagge Alaskas mit Großem Wagen und Polarstern
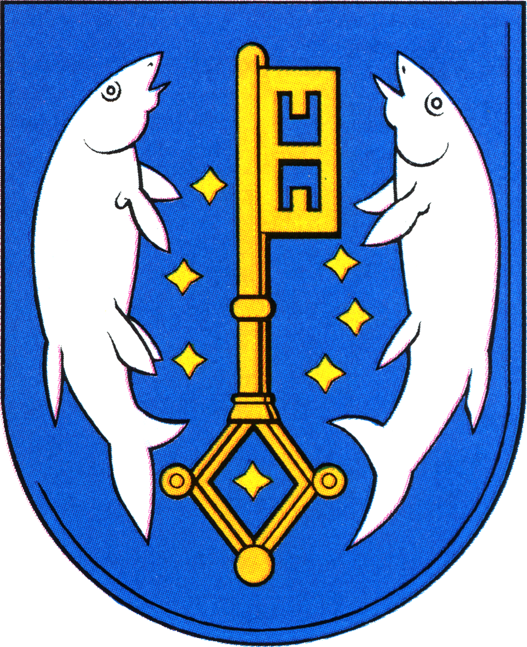
Berlin-Köpenick zeigt Plejaden
Im Siegel von Maine ist oben ein stilisierter Nordstern
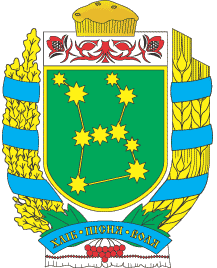
Orion im Wappen von Rajon Hajworon
Wappen Australiens mit Kreuz des Südens (mittleres Feld, obere Reihe)
so auch im Wappen Neuseelands
und jenem der Weihnachtsinsel
Bernadotte-Wappen mit Großem Wagen
ehemaliges Zeichen von Philips